# 돈바스에서의 집단학살 의혹
돈바스에서의 집단학살 의혹은 러시아의 우크라이나 침공의 준비 단계에서 우크라이나가 돈바스에 거주하는 러시아어 사용자를 상대로 집단학살을 저지르고 있다며 러시아 정부가 제기한 거짓 주장이다. 우크라이나는 2014년에서 2022년까지 러시아 분리주의 세력을 상대로 돈바스 전쟁을 치렀다. 블라디미르 푸틴 러시아 대통령은 이 주장을 활용해 러시아의 우크라이나 침공을 정당화하려고 시도했다. 이 주장을 뒷받침하는 근거는 없으며, 해당 주장은 받아들여지지 않고 있다.
침공 이후 우크라이나는 러시아의 의혹에 반박하기 위해 국제사법재판소(ICJ)에 소송을 제기했다. 우크라이나 대 러시아 연방 소송 과정에서 ICJ는 집단학살의 증거를 찾지 못했다고 밝혔다. 국제 집단학살연구자협회(International Association of Genocide Scholars)도 러시아의 주장을 반박했다. 30명의 법학 및 집단학살 연구자들이 발간한 보고서는 러시아의 의혹 제기가 "거울 속의 비난" 선전 기법의 일부이며, 궁극적으로 러시아가 우크라이나를 상대로 집단 학살을 자행하기 위한 선동이라고 경고했다.

## 돈바스 전쟁과 의혹 제기
동부 및 남부 우크라이나에는 러시아어 사용자가 다수 거주하고 있으며, 러시아어 사용자는 동부 우크라이나의 돈바스(도네츠크와 루한스크)지역에서 과반수를 차지한다. 그러나 이 지역의 러시아어 사용자는 우크라이나인이 대다수이며, 러시아인은 소수다. 2014년 존엄의 혁명 직후, 러시아 대리군은 두 지역의 독립을 선언했고, 이로 인해 돈바스에서 전쟁이 발발했다.
돈바스 전쟁에서 군인과 민간인을 합쳐 약 14,300명이 사망했다. 유엔 인권최고대표사무소에 따르면 사망자는 러시아 대리군이 6,500명, 우크라이나군이 4,400명, 전선 양측의 민간인이 3,404명이었다. 민간인 사망자의 대부분은 첫해에 발생했으며, 돈바스 전쟁 관련 사망자 수는 2022년 러시아의 침공 이전까지 감소하는 추세를 보였다. 2019년에는 분쟁으로 인해 민간인이 27명, 2020년에는 26명, 2021년에는 25명이 사망했으며, 그 중 절반 이상이 지뢰와 불발탄으로 인한 사망자였다.

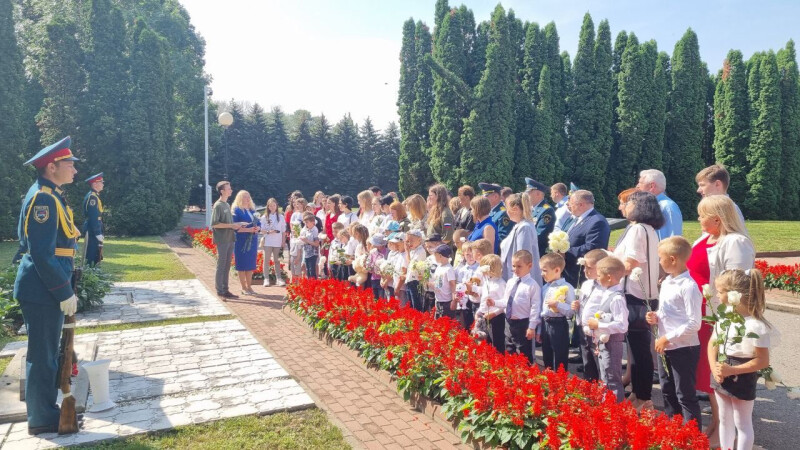
러시아 주장에 따르면 "돈바스에서 우크라이나군에 의해 살해된 어린이들"을 추모하기 위해 열린 러시아 정부 주관 행사에서 러시아 어린이들이 기념비에 꽃을 바치고 있다. 2023년 7월, 러시아 쿠르스크주.

러시아 정부는 2014년부터 우크라이나가 동부 우크라이나 돈바스 지역에서 폭력과 살해 협박으로 우크라이나인을 박해하고 있다고 비난했으며, 푸틴은 2015년, 2019년, 2021년에 이를 집단 학살에 비유했다.
2022년 2월 23일, 러시아가 우크라이나를 침공하기 하루 전, 우크라이나는 유엔 총회에서 국제 사회가 러시아의 침략 계획을 중단시킬 것을 촉구했다. 유엔 주재 러시아 상임대표인 바실리 네벤자(Vasily Nebenzya)는 "노골적인 집단 학살 자행과 가장 중요한 세계인의 인권인 생명권이 침해되고 있음을 고려할 때, 우리 나라는 돈바스의 400만 명의 사람들의 운명에 무관심할 수 없습니다." 라고 말했다.
2023년 11월 3일 러시아 연방 시민 회의와의 회의에서 블라디미르 푸틴은 2014년 존엄 혁명 이후 우크라이나가 "돈바스에서 러시아인을 학살하기 시작했다"고 주장했다.

## 반응
2014년부터 2022년 3월 31일까지 우크라이나에서의 군사 분쟁을 감시해 온 유럽 안보 협력 기구(OSCE)는 러시아의 주장을 뒷받침할 만한 증거를 발견한 적이 없다고 밝혔다.
2022년 3월 7일, 우크라이나는 국제사법재판소(ICJ)에 러시아의 집단학살 의혹이 거짓이며 어떠한 경우에도 침공에 대한 법적 근거를 제공할 수 없다는 내용의 고소장을 제기했다. 3월 16일 국제사법재판소는 집단학살의 증거를 보지 못했다고 밝혔으며 러시아는 "우크라이나에서의 군사 작전을 즉시 중단해야 한다"고 판결했다. 또한 "우크라이나는 우크라이나에서의 소위 집단학살을 예방하고 처벌하기 위한 러시아 연방의 군사적 행동을 받아들이지 않을 합리적인 권리가 있다"고 덧붙였다.
국제 집단학살연구자협회(IAGS)는 2022년 2월 300명 이상의 집단학살 전문가를 대표하여 러시아가 "자신의 폭력을 정당화하기 위해 집단학살이라는 용어를 악용"하고 있다고 비난하는 성명을 발표했다. IAGS 회장인 멜라니 오브라이언은 "우크라이나에서 [우크라이나에 의한] 집단학살이 발생하고 있다는 증거는 전혀 없다"고 말했다.
2022년 2월 독일 총리 올라프 숄츠는 푸틴의 주장을 "터무니없다"고 일축하며 우크라이나 동부에서 집단학살이 있었다는 증거는 없다고 말했다.

## 같이 보기
- 러시아의 우크라이나 침공에 대한 허위 정보
- 2021-2022년 러시아-우크라이나 위기
- 러시아-우크라이나 관계
- 러시아-우크라이나 전쟁
- 위장술책 작전

## 참고문헌
1. ↑  Hinton, Alexander (2022년 2월 25일). “Putin's claims that Ukraine is committing genocide are baseless, but not unprecedented”. 《The Conversation》. 2022년 2월 26일에 원본 문서에서 보존된 문서.
2. ↑  Kursani, Shpend (2022). “Beyond Putin's Analogies: The Genocide Debate on Ukraine and the Balkan Analogy Worth Noting”. 《Journal of Genocide Research》 1 (3–4): 1–13. doi:10.1080/14623528.2022.2099633. S2CID 250513465.
3. ↑  “Independent Legal Analysis of the Russian Federation's Breaches of the Genocide Convention in Ukraine and the Duty to Prevent” (PDF). 《New Lines Institute for Strategy and Policy; Raoul Wallenberg Centre for Human Rights》. 2022년 5월 27일. 2022년 6월 16일에 원본 문서 (PDF)에서 보존된 문서. 2022년 7월 22일에 확인함.
4. 1 2 3  “Conflict-related civilian casualties in Ukraine” (PDF). 《OHCHR》. 2022년 1월 27일. 3쪽. 2022년 1월 27일에 확인함.
5. ↑  “From 'frozen' conflict to full-scale invasion”. 《Meduza》. 2022년 3월 6일. 2022년 9월 22일에 원본 문서에서 보존된 문서. 2022년 9월 30일에 확인함.
6. ↑  “談烏東衝突 普欽：俄語區處境讓人聯想種族滅絕”. 《TVBS》. 2021년 12월 10일. 2022년 3월 31일에 원본 문서에서 보존된 문서. 2022년 3월 29일에 확인함.
7. ↑  “Putin says conflict in eastern Ukraine 'looks like genocide'”. 《RFI》 (영어). 2021년 12월 9일. 2022년 9월 20일에 원본 문서에서 보존된 문서. 2022년 9월 16일에 확인함.
8. ↑  Nichols, Michelle (2022년 2월 23일). “Ukraine appeals for U.N. help, Russia says can't ignore 'genocide'”. 《Reuters》 (영어). 2022년 9월 20일에 원본 문서에서 보존된 문서. 2022년 9월 16일에 확인함.
9. ↑  “Putin reiterates that Ukraine never existed and he was forced to start war”. Ukrainska Pravda. 2023년 11월 3일. 2023년 11월 3일에 확인함.
10. ↑  “Fact check: Russia falsely blames Ukraine for starting war”, 《VOG》 (영어), 2022년 3월 3일, 2022년 3월 3일에 원본 문서에서 보존된 문서, 2022년 3월 30일에 확인함
11. ↑  “OSCE Special Monitoring Mission to Ukraine”, 《OSCE》 (영어), 2022년 3월 29일에 원본 문서에서 보존된 문서, 2022년 3월 30일에 확인함
12. 1 2  “烏俄種族滅絕訴訟案 國際法院將開庭聽審”. 《聯合新聞網》. 2022년 3월 7일. 2022년 4월 9일에 원본 문서에서 보존된 문서. 2022년 3월 29일에 확인함.
13. ↑  “Allegations of Genocide under the Convention on the Prevention and Punishment of the Crime of Genocide (Ukraine v. Russian Federation): The Court indicates provisional measures” (PDF). International Court. 2022년 3월 16일. 2022년 3월 25일에 원본 문서 (PDF)에서 보존된 문서. 2022년 3월 16일에 확인함.
14. ↑  “Ukraine crisis: Vladimir Putin address fact-checked”. 《BBC News》 (영국 영어). 2022년 2월 22일. 2022년 2월 23일에 원본 문서에서 보존된 문서. 2022년 9월 16일에 확인함.